# Hensall
Hensall är en ort och civil parish i Storbritannien.   Den ligger i grevskapet North Yorkshire och riksdelen England, i den centrala delen av landet, 250 km norr om huvudstaden London. Hensall ligger 12 meter över havet och antalet invånare är 852.
Terrängen runt Hensall är mycket platt. Runt Hensall är det tätbefolkat, med 369 invånare per kvadratkilometer. Närmaste större samhälle är Castleford, 17,0 km väster om Hensall. Trakten runt Hensall består till största delen av jordbruksmark.